# Trophée Lalique de 1997
Trophée Lalique de 1997 foi a décima primeira edição do Trophée Lalique, um evento anual de patinação artística no gelo organizado pela Federação Francesa de Esportes no Gelo (em francês:  Federation Française des Sports de Glace), e que fez parte do Champions Series de 1997–98. A competição foi disputada entre os dias 13 de novembro e 16 de novembro, na cidade de Paris, França.

## Eventos
- Individual masculino
- Individual feminino
- Duplas
- Dança no gelo

## Medalhistas
| Evento                        | Ouro                                          | Prata                                       | Bronze                                     |
| Individual masculino detalhes | Alexei Yagudin · Rússia                       | Philippe Candeloro · França                 | Igor Pashkevich · Azerbaijão               |
| Individual feminino detalhes  | Laetitia Hubert · França                      | Tara Lipinski · Estados Unidos              | Vanessa Gusmeroli · França                 |
| Duplas detalhes               | Elena Bereznaia · Anton Sikharulidze · Rússia | Mandy Wötzel · Ingo Steuer · Alemanha       | Xue Shen · Hongbo Zhao · China             |
| Dança no gelo detalhes        | Pasha Grishuk · Evgeni Platov · Rússia        | Marina Anissina · Gwendal Peizerat · França | Irina Romanova · Igor Yaroshenko · Ucrânia |

## Resultados

### Individual masculino
| Pos.              | Nome               | Nacionalidade  | Pontos | PC | PL |
| ----------------- | ------------------ | -------------- | ------ | -- | -- |
| Medalha de ouro   | Alexei Yagudin     | Rússia         | 2.0    | 2  | 1  |
| Medalha de prata  | Philippe Candeloro | França         | 4.0    | 4  | 2  |
| Medalha de bronze | Igor Pashkevich    | Azerbaijão     | 4.5    | 3  | 3  |
| 4                 | Todd Eldredge      | Estados Unidos | 5.5    | 1  | 5  |
| 5                 | Evgeny Pliuta      | Ucrânia        | 7.5    | 7  | 4  |
| 6                 | Thierry Cerez      | França         | 8.5    | 5  | 6  |
| 7                 | Jeffrey Langdon    | Canadá         | 10.0   | 6  | 7  |
| 8                 | Zhengxin Guo       | China          | 12.0   | 8  | 8  |
| 9                 | Frédéric Dambier   | França         | 13.5   | 9  | 9  |
| 10                | Seiichi Suzuki     | Japão          | 15.5   | 11 | 10 |
| WD                | Michael Hopfes     | Alemanha       | —      | 10 | WD |

### Individual feminino
| Pos.              | Nome              | Nacionalidade  | Pontos | PC | PL |
| ----------------- | ----------------- | -------------- | ------ | -- | -- |
| Medalha de ouro   | Laetitia Hubert   | França         | 2.0    | 2  | 1  |
| Medalha de prata  | Tara Lipinski     | Estados Unidos | 2.5    | 1  | 2  |
| Medalha de bronze | Vanessa Gusmeroli | França         | 5.5    | 5  | 3  |
| 4                 | Lu Chen           | China          | 6.0    | 4  | 4  |
| 5                 | Krisztina Czakó   | Hungria        | 7.5    | 3  | 6  |
| 6                 | Elena Ivanova     | Rússia         | 8.0    | 6  | 5  |
| 7                 | Fanny Cagnard     | França         | 10.5   | 7  | 7  |
| 8                 | Eva-Maria Fitze   | Alemanha       | 12.0   | 8  | 8  |
| 9                 | Jennifer Robinson | Canadá         | 14.0   | 10 | 9  |
| 10                | Marta Andrade     | Espanha        | 15.5   | 11 | 10 |
| 11                | Hanae Yokoya      | Japão          | 15.5   | 9  | 11 |

### Duplas
| Pos.              | Nome                                 | Nacionalidade  | Pontos | PC | PL |
| ----------------- | ------------------------------------ | -------------- | ------ | -- | -- |
| Medalha de ouro   | Elena Bereznaia / Anton Sikharulidze | Rússia         | 1.5    | 1  | 1  |
| Medalha de prata  | Mandy Wötzel / Ingo Steuer           | Alemanha       | 3.0    | 2  | 2  |
| Medalha de bronze | Xue Shen / Hongbo Zhao               | China          | 4.5    | 3  | 3  |
| 4                 | Kristy Sargeant / Kris Wirtz         | Canadá         | 6.0    | 4  | 4  |
| 5                 | Sarah Abitbol / Stéphane Bernadis    | França         | 7.0    | 4  | 5  |
| 6                 | Kyoko Ina / Jason Dungjen            | Estados Unidos | 9.0    | 6  | 6  |
| 7                 | Danielle Hartsell / Steve Hartsell   | Estados Unidos | 11.0   | 8  | 7  |
| 8                 | Line Haddad / Sylvain Privé          | França         | 11.5   | 7  | 8  |
| 9                 | Alexandra Roger / Vivien Rolland     | França         | 13.5   | 9  | 9  |

### Dança no gelo
| Pos.              | Nome                                   | Nacionalidade  | Pontos | DC | DO | DL |
| ----------------- | -------------------------------------- | -------------- | ------ | -- | -- | -- |
| Medalha de ouro   | Pasha Grishuk / Evgeni Platov          | Rússia         | 2.0    | 1  | 1  | 1  |
| Medalha de prata  | Marina Anissina / Gwendal Peizerat     | França         | 4.0    | 2  | 2  | 2  |
| Medalha de bronze | Irina Romanova / Igor Yaroshenko       | Ucrânia        | 6.0    | 3  | 3  | 3  |
| 4                 | Diane Gerencser / Pasquale Camerlengo  | Itália         | 8.0    | 4  | 4  | 4  |
| 5                 | Elena Grushina / Ruslan Goncharov      | Ucrânia        | 10.4   | 6  | 5  | 5  |
| 6                 | Isabelle Delobel / Oliver Schoenfelder | França         | 12.6   | 5  | 6  | 7  |
| 7                 | Albena Denkova / Maxim Staviyski       | Bulgária       | 13.0   | 7  | 7  | 6  |
| 8                 | Kate Robinson / Peter Breen            | Estados Unidos | 16.0   | 8  | 8  | 8  |
| 9                 | Megan Wing / Aaron Lowe                | Canadá         | 16.6   | 10 | 9  | 9  |
| 10                | Barbara Piton / Alexandre Piton        | França         | 20.6   | 9  | 10 | 11 |
| 11                | Stephanie Rauer / Thomas Rauer         | Alemanha       | 21.0   | 11 | 11 | 10 |

## Quadro de medalhas
| Ordem | País           | Medalha de ouro | Medalha de prata | Medalha de bronze |    | Ordem por total |
| ----- | -------------- | --------------- | ---------------- | ----------------- | -- | --------------- |
| 1     | Rússia         | 3               |                  |                   | 3  | 2               |
| 2     | França         | 1               | 2                | 1                 | 4  | 1               |
| 3     | Estados Unidos |                 | 1                |                   | 1  | 3               |
| 3     | Alemanha       |                 | 1                |                   | 1  | 3               |
| 5     | Azerbaijão     |                 |                  | 1                 | 1  | 3               |
| 5     | China          |                 |                  | 1                 | 1  | 3               |
| 5     | Ucrânia        |                 |                  | 1                 | 1  | 3               |
| TOTAL | TOTAL          | 4               | 4                | 4                 | 12 | —               |